# Dumbarton (Whiskybrennerei)
Dumbarton war eine Whiskybrennerei in Dumbarton, West Dunbartonshire, Schottland. Zusammen mit der inzwischen ebenfalls abgerissenen Brennerei Inverleven bildete sie den Grain-Whiskykomplex von Dumbarton.

## Geschichte
Die Brennerei wurde 1938 von Hiram Walker & Sons in der schottischen Stadt Dumbarton nahe der Mündung des Leven in den Clyde gegründet. Sie diente der Herstellung von Grain Whisky. Zur Sicherung des Firmengeländes wurde eine ungewöhnliche Maßnahme ergriffen, indem 100 "Wachgänse" angeschafft wurden. Dies wurde "The Scotch Watch" genannt. Nach mehreren Übernahmen war die Brennerei Teil des Pernod-Ricard-Konzerns geworden. Bis zur Schließung im Jahre 2002 verlief die Geschichte der Brennerei ereignislos. Die Gebäude wurden 2005 abgerissen.

## Produktion
Das zur Whiskyherstellung benötigte Wasser stammte aus dem Loch Lomond. Zur Whiskyproduktion stand eine Coffey Still zur Verfügung. Die Maische wurde aus Mais mit geringen Anteilen an gemälzter Gerste angesetzt. Die Brennerei gehörte zu den größten ihrer Art in Schottland.

## Abfüllungen
Der Whisky von Dumbarton wurde zur Herstellung von Blends verwendet. Die Brennerei verausgabte bis zuletzt keine Originalabfüllungen. Es existieren jedoch Abfüllungen unabhängiger Abfüller. Dumbarton gehörte zu den Hauptbestandteilen von Ballantine’s.